# Maibara
Maibara (米原市?, Maibara-shi) è una città giapponese della prefettura di Shiga.